# 이용재 (축구 선수)
이용재 (李龍在, 1991년 6월 8일 ~ )는 대한민국의 축구 선수이다. 포지션은 공격수였다.

## 클럽 경력
포항제철공업고등학교에 재학 중이던 2007년 U-17 월드컵이 끝난 후 대한축구협회 우수선수 해외유학 프로젝트에 선발되어 잉글랜드의 왓퍼드 유스팀에 입단하였다.
2009년 9월 프랑스 리그 2의 FC 낭트로 유스팀 1년 포함 4년의 계약기간으로 입단하였다. 낭트에서의 첫 시즌엔 26경기에 출전하여 2골을 기록하였지만 이후 입지가 좁아져 2011-12 시즌에는 3경기 출전에 그쳤고 2012-13 시즌에도 10경기 출전에 그쳤다.
2013-14 시즌을 앞두고 프랑스 3부 리그인 샹피오나 나시오날 소속의 레드 스타 FC로 이적하였다. 레드 스타에서 1시즌 간 29경기에 출전하여 4골을 기록하였다.
2014년 여름 일본의 J리그 디비전 2의 V-바렌 나가사키로 이적하였다.
2015년 시즌 종료후 일본의 J리그 디비전 2의 교토 상가로 이적하였다.
2022시즌을 앞두고 인천 유나이티드로 이적하여 처음으로 K리그 무대를 밟았다. 2022시즌 동안 인천에서 리그 20경기 출전 1골 2도움을 기록하였다.
2023시즌을 앞두고 K리그2의 전남 드래곤즈에 입단했다.

## 국가대표팀 경력
2007년 FIFA U-17 월드컵과 2011년 FIFA U-20 월드컵에 출전하였다. 2011년엔 런던 올림픽을 준비하는 올림픽 대표팀에 선발되기도 하였다.
2014년 아시안 게임에 남자 축구 부문에 출전하여 1골을 기록하였고 금메달을 획득하였다.
2015년 6월 1일 발표된 아랍에미리트와의 친선 경기 및 러시아 월드컵 2차 예선 미얀마와의 경기에 나설 대표팀 명단에 포함되었다. 6월 11일 아랍에미리트전에서 A매치 데뷔전을 치름과 동시에 데뷔골을 넣었다. 같은 해 7월 20일 발표된 2015 동아시안컵 최종 명단에 포함되었다.

### 국가대표 득점 기록
| # | 경기일     | 경기장소                 | 상대팀       | 득점 | 결과 | 비고     |
| - | ---------- | ------------------------ | ------------ | ---- | ---- | -------- |
| 1 | 2015/06/11 | 말레이시아, 쿠알라룸푸르 | 아랍에미리트 | 2-0  | 3-0  | 친선경기 |